# Херкенрат, Фриц
Фридрих «Фриц» Херкенрат (нем. Friedrich "Fritz" Herkenrath, (9 сентября 1928, Кёльн, Рейнская провинция — 18 апреля 2016, Ахен, Северный Рейн-Вестфалия) — западногерманский футболист, выступавший на позиции вратаря. Полуфиналист чемпионата мира 1958 года.

## Биография
Фриц Херкенрат первоначально играл в гандбол. Начинал как правый вингер, и только позже стал вратарем. Вскоре после Второй мировой войны сменил вид спорта на футбол. Фриц начал учиться в Высшей спортивной школе в Кёльне, где его учителем был тренер сборной Германии Зепп Хербергер. Начинал на взрослом уровне играть за клуб Пройссен Деллбрюк.
В 1951 году стал игроком «Кёльна», где был дублером первого вратаря команды нидерландца Франса де Мюнка. В 1952 году он перешёл в клуб «Рот-Вайс» (Эссен), где стал любимцем болельщиков команды. С этой командой в 1955 году он выиграл чемпионат ФРГ, благодаря чему клуб стал первым немецким участником  Кубка европейских чемпионов, но быстро завершил свое участие уже в первом раунде после поражения от шотландского ФК «Хиберниана» (0:4, 1:1).
Херкенрат во время пребывания в Эссене, благодаря своей основной профессии учителя, получил прозвище «Летающий учитель» (нем. fliegender Schulmeister).
В сборной ФРГ в 1954 — 1958 годах провел 21 матч и занял четвертое место на чемпионате мира 1958 года. На «мундиале» сыграл в пяти матчах, пропустив только последний матч за 3-е место, который немцы проиграли французам со счетом 3: 6. В этом матче вместо Хиберниана ворота защищал запасной голкипер Квятковски. После игры Херкенрат сказал: «Я должен честно признаться, что и я, наверное, не спас бы ворота ни от одного из этих шести голов, но я рад, что избежал этого разгрома».
В 1962 году Хиберниан завершил спортивную карьеру и после завершения карьеры работал в Рейнско-Вестфальский техническом университете Ахене, а позже в Дюссельдорфском университете.
Умер 18 апреля 2016 года в возрасте 87 лет.